# Musée Carmen Miranda
Pour les articles homonymes, voir Miranda.
Le Musée Carmen Miranda est un musée créé en l'honneur de la chanteuse et actrice Carmen Miranda, situé dans la ville de Rio de Janeiro et ouvert au public depuis 1976,.

## Historique
Créé en 1956 et inauguré en 1976, le Musée est installé dans un bâtiment circulaire conçu par l'architecte moderniste Affonso Eduardo Reidy, adapté plus tard par l'architecte Ulisses Burlemaqui. Il y a 3 348 objets dont 1 391 photographies, 461 vêtements dont 220 bijoux, 11 costumes complets de spectacles et films, 8 ceintures, 5 sacs, 27 paires de chaussures et 38 turbans. Le musée conserve également une importante documentation bibliographique et iconographique.

## Expositions

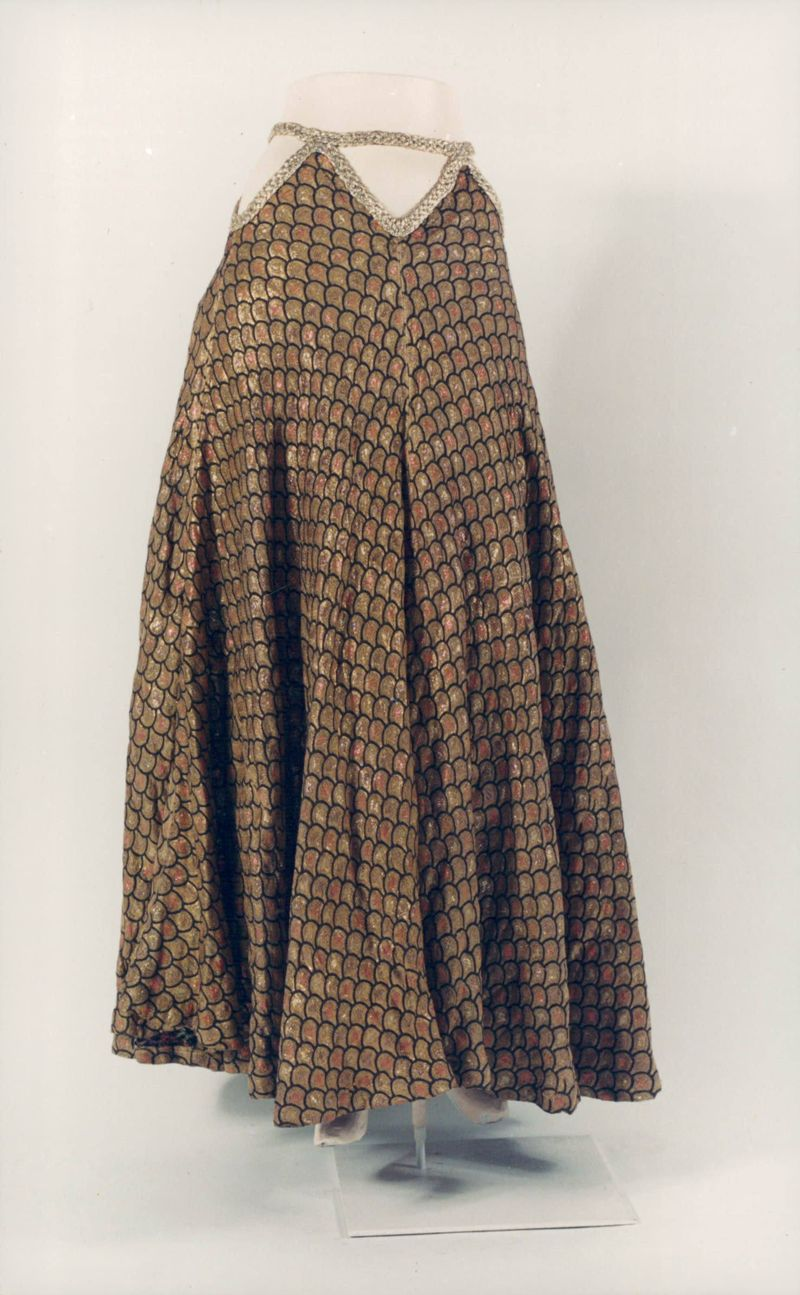
Jupe portée dans les spectacles de Broadway, USA (1939).
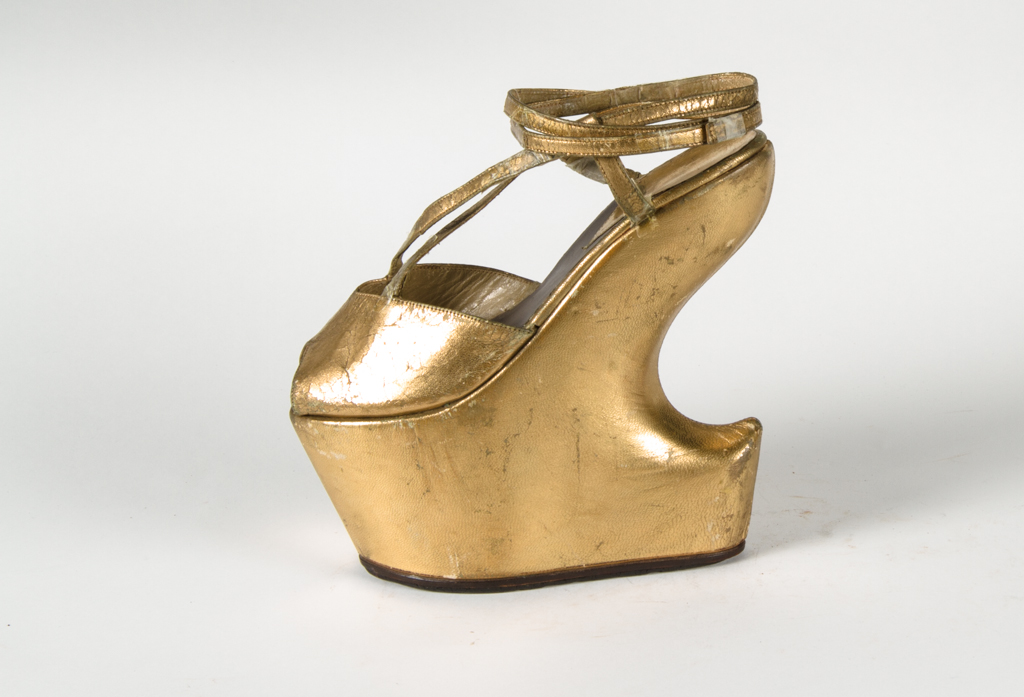
Chaussures à plateforme utilisées dans les concerts et les films.
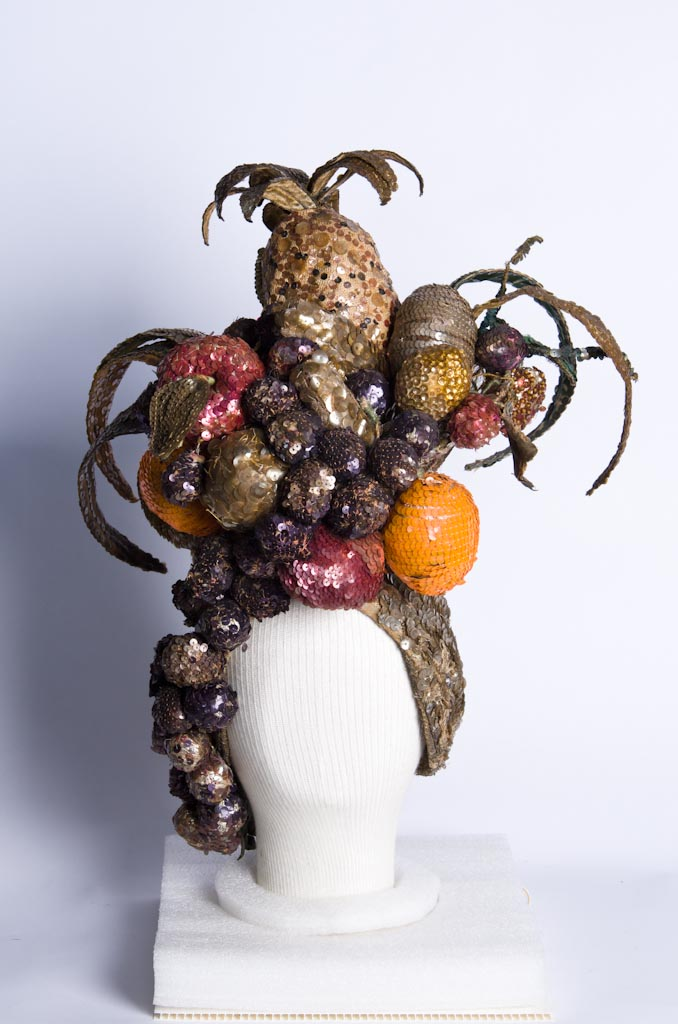
Turban porté dans les concerts et les films.
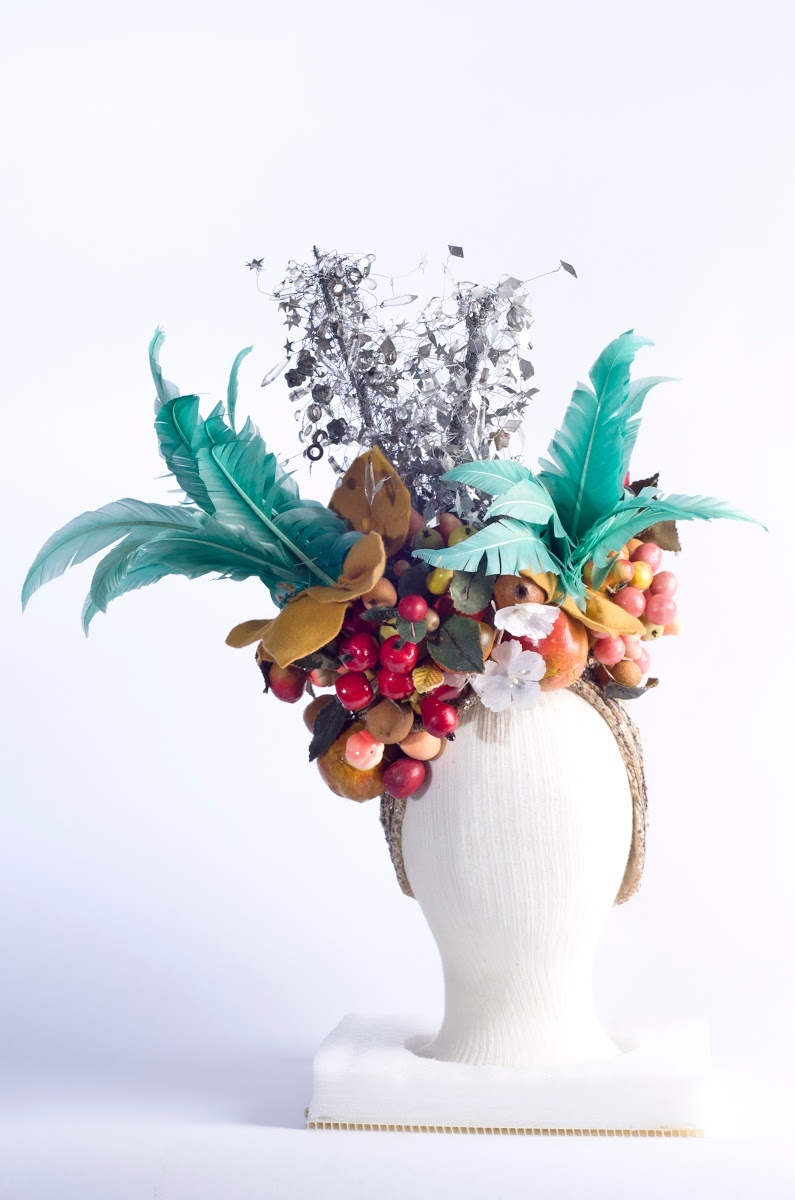
Turban utilisé dans le film Une nuit à Rio (1941).
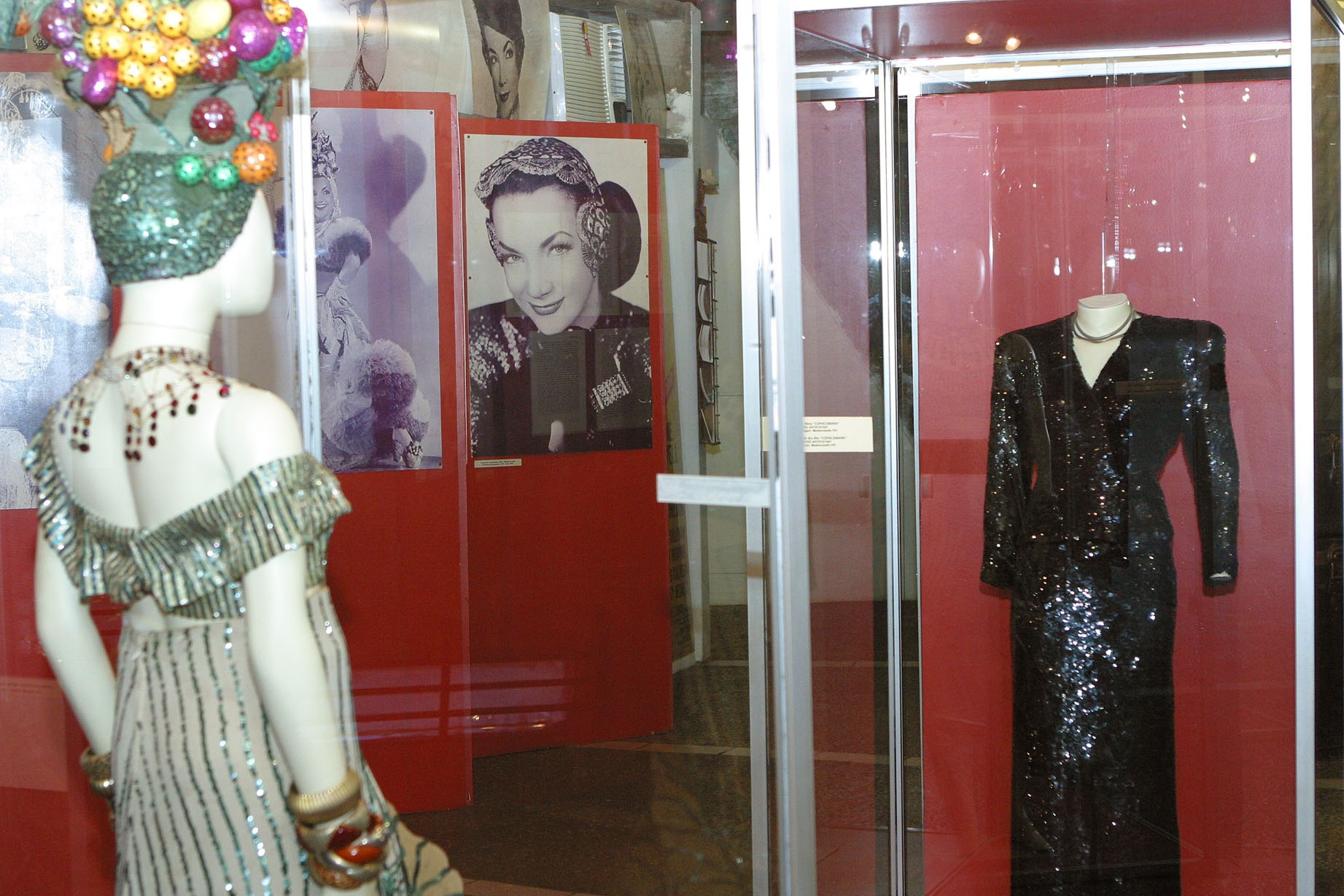
Vêtements et photos de Carmen Miranda exposés au musée.